# Hipoalergènic
Hipoalergènic, que significa "per sota de la mitjana" o "lleugerament" al·lergènic, és un terme que significa que alguna cosa (generalment cosmètics, mascotes, tèxtils, aliments, etc.) provoca menys reaccions al·lèrgiques. El terme es va utilitzar per primera vegada l'any 1953 en una campanya publicitària de cosmètics o potser ja el 1940.
El terme també s'aplica habitualment a les races de mascotes que s'afirma que produeixen menys al·lèrgens que altres races de la mateixa espècie, a causa d'alguna combinació del seu tipus de pelatge, l'absència de pell o l'absència d'un gen que produeixi una determinada proteïna. Totes les races encara produeixen al·lèrgens i un estudi del 2011 no va trobar una diferència en les concentracions d'al·lèrgens a les cases amb gossos de "races hipoalergèniques" i altres races.

## Certificacions i definicions
En alguns països, hi ha grups d'interès sobre al·lèrgies que ofereixen als fabricants un procediment de certificació que inclou proves que asseguren que és improbable que un producte provoqui una reacció al·lèrgica, però aquests productes solen descriure's i etiquetar-los amb altres termes però similars. Fins ara, les autoritats públiques de cap país no proporcionen una certificació oficial que s'hagi de sotmetre a un article abans de ser qualificat d' hipoalergènic .
La indústria cosmètica fa anys que intenta bloquejar un estàndard de la indústria per a l'ús del terme. El 1975, la Food and Drug Administration dels Estats Units va intentar regular el terme hipoalergènic, però la proposta va ser impugnada per les companyies de cosmètics Clinique i Almay al Tribunal d'Apel·lacions dels Estats Units per al Districte de Columbia, que va dictaminar que la regulació no era vàlida. Així, les empreses de cosmètics no estan obligades a complir cap normativa ni a fer cap prova per validar les seves afirmacions. Un estudi del 2017 sobre les cremes hidratants per a la pell més venudes d'Amazon, Target i Walmart va trobar que el 83% dels comercialitzats com a "hipoalergènics" contenien almenys una substància química potencialment al·lergènica.

## Animals de companyia hipoalergènics
La majoria de gossos, gats, conills i altres animals amb pell poden causar una reacció al·lèrgica. Les proteïnes que causen al·lèrgies (principalment Fel d 1 en gats i Can f 1 en gossos) es troben no només a la pell o el pèl dels animals, sinó també a la saliva, l'orina, les mucoses i les arrels del cabell i a la caspa extreta dels animals. ' pell. Així, la idea molt estesa que les "mascotes hipoalergèniques" són les que tenen menys pèl o cauen menys és un mite. A més, no hi ha proves que certes races de mascotes tinguin menys probabilitats de provocar reaccions al·lèrgiques que altres races de mascotes. Malgrat això, com que les al·lèrgies són força freqüents i una mascota hipoalergènica permetria que les persones amb al·lèrgies tinguin una mascota a casa seva, moltes races es comercialitzen com a hipoalergèniques.
Entre les races de gossos que són hipoalergèniques hi ha els Yorkshire Terriers, els gossos d'aigua portuguesos, els caniches i els híbrids de caniches. Les racionalitzacions habituals d'aquestes afirmacions inclouen que una raça no perd la seva pell, treu molt poc o té una pell amb el mateix pH que el cabell humà.
Races de gats com LaPerm, Sphynx, Peterbald, Devon Rex i Cornish Rex, que no tenen algunes o totes les capes normals de la pell dels gats, són hipoalergèniques. Alguns ats siberians i els blaus russos també tenen aquestes propietats.
Una empresa anomenada Allerca va afirmar poder produir un gat anomenat hipoalergènic mitjançant el silenciament gènic, però després va afirmar que utilitzava mètodes de cria tradicionals, començant per gats que de manera natural no tenen el gen que produeix la proteïna que provoca una reacció al·lèrgica en algunes persones. Finalment, cap estudi revisat per parells va confirmar les afirmacions de l'empresa i l'empresa va deixar de vendre gats. Una altra empresa, Felix Pets, fa afirmacions similars.
El Bashkir Curly és l'única raça de cavalls que s'ha afirmat que és hipoalergènica, ja que té un pelatge de textura única que no té la proteïna (present a tota la resta de pelatges de cavalls) que es creu que és la font principal de reaccions al·lèrgiques als equins.